# Isiro
Isiro, van 1934 tot 1965 Paulis, is de hoofdstad van de provincie Haut-Uele in het noorden van de Democratische Republiek Congo. De stad ligt tussen de regenwouden en de savannes. Het gebied rond de stad staat bekend om z'n koffieplantages (Robusta) en wordt daarom ook wel "hoofdstad van het groene goud" (Capitale de l'or vert) genoemd. De stad heeft rond de 200.000 inwoners (in 1974 werd het aantal op 130.000 geschat). De meeste mensen hebben het Lingala als moedertaal, maar het Swahili is ook wijdverbreid. Het is de hoofdplaats van de stam Mangbetu.
Sinds 1998 bevindt de Uele-universiteit zich in de stad.

## Geschiedenis
De plaats werd gesticht in 1934 als tussenstation aan de Congolese smalspoorverbinding (Vicicongo). Het reeds bestaande dorpje Isiro ter plaatse werd hernoemd tot Paulis, naar de Belgische kolonel Albert Paulis. De bouw van de spoorlijn werd pas voltooid in 1957, drie jaar voor de onafhankelijkheid. In 1964, tijdens de Congocrisis, vormde de stad het onderwerp van Operatie Zwarte Draak door Belgische paracommando's, die honderden mensen uit handen van de Simba's bevrijdden. In 1965 werd de stad hernoemd naar het nabijgelegen dorp Isiro.

## Religie
Sinds 1970 is de stad co-zetel van het rooms-katholieke bisdom Isiro–Niangara.

## Transport en vervoer
Isiro ligt aan de vroegere smalspoorverbinding (60 cm breed) tussen Bumba (scheepsaansluiting naar Kinshasa) naar Mungbere in het noordoosten van het land, die nu onderdeel vormt van de Congolese Spoorwegen (SNCC). Tot de Congolese Burgeroorlog reed hier wegens gebrek aan diesel slechts eenmaal per twee à drie maanden een trein over naar Aketi aan de Itimbiri.
De stad heeft wegverbindingen naar Oeganda, Soedan en de stad Kisangani. De weg naar Bumba is door de oorlog onbruikbaar geworden. De luchthaven Matari bij de stad verzorgt regionale vluchten.
Sankuru · Bas-Uele · Kongo Central · Kwango · Kwilu · Mai-Ndombe · Kinshasa · Kasaï · Lulua · Kasaï oriental · Lomami · Maniema · Zuid-Kivu · Noord-Kivu · Ituri · Haut-Uele · Tshopo · Noord-Ubangi · Mongala · Zuid-Ubangi · Evenaarsprovincie · Tshuapa · Tanganyika · Haut-Lomami · Lualaba · Haut-Katanga